# Solar Fields
Solar Fields – pseudonim artystyczny szwedzkiego twórcy muzyki elektronicznej Magnusa Birgerssona. Wydał on jedenaście albumów muzycznych, a ponadto przygotował ścieżkę dźwiękową dla gry komputerowej Mirror’s Edge.

## Historia
Magnus Birgersson jako nastolatek brał udział w wielu projektach muzycznych grając na bębnach, perkusji, pianinie i keyboardzie. Swój własny jednoosobowy zespół – Solar Fields – założył w 2001 roku debiutując albumem Reflective Frequencies. W 2007 roku rozpoczął komponowanie ścieżki dźwiękowej dla gry studia Digital Illusions CE Mirror’s Edge. Została ona wydana 14 listopada 2008 roku. Ponadto jego album Movements został wykorzystany w grze Capsized wyprodukowanej przez małe kanadyjskie studio AlienTrap Software w 2011 roku.

## Dyskografia
- 2001: Reflective Frequencies
- 2003: Blue Moon Station
- 2005: Leaving Home
- 2005: Extended
- 2007: EarthShine
- 2009: Movements
- 2009: Mirror’s Edge (Original Game Score)
- 2010: Altered – Second Movements
- 2010: Origin #01
- 2011: Until We Meet The Sky
- 2012: Random Friday
- 2013: Origin #02
- 2014: RED
- 2014: GREEN
- 2014: BLUE
- 2018: Ourdom
- 2022: Formations